# Tatarerne (mongolsk klan)
 For alternative betydninger, se Tatar.
Tatarerne er den oprindeligt kinesiske betegnelse for de mongolske nomadefolk, som under Djengis Khan invaderede Europa omkring år 1200.
Tatarer var oprindeligt navnet på en stamme inden for den mongolske sproggruppe og træffes i denne betydning i kinesiske annaler fra det 9. århundrede. Senere overførtes benævnelsen misvisende på alle centralasiatiske mongolske folkeslag. Således henregnedes mantshuerne også til tatarerne, og herfra stammer betegnelser som tatar-general og tatar-by, hvor man mere korrekt ville sige mantshu-general og mantshu-by. I nyere tid bruges tatar kun om tyrkiske stammer, dog uden at være knyttet til nogen naturlig afgrænset gruppe. Frem til tiden lige efter 1. verdenskrig kunne skelnes mellem: 
1. Volga-tatarer ved Volgas knæ i Kazan og omliggende guvernementer; til disse sluttede sig også Krim-tatarerne;
2. Aserbajdsjan-tatarer i det nordlige Iran og det østlige Transkaukasien; og
3. de sibiriske tatarer i det sydvestlige Sibirien.

I Altajbjergene levede nogle oprindeligt samojediske, men senere tatariserede småstammer (sojoter); tjuvasherne i det europæiske Rusland, som i det 20. århundrede talte en tatarisk dialekt, synes oprindeligt at have tilhørt den finske sproggruppe, og mange af Krim-tatarerne nedstammede fra græske eller italienske kolonister. De fleste tatarer var i begyndelsen af det 20. århundrede agerbrugere, og kun få var nomader. Næsten alle bekender sig til islam; dog fandtes der i Altaj nogle shamanister, og blandt de sibiriske og russiske tatarer nogle kristne. De sidst nævnte har helt sluttet sig til russerne og blev spredt over hele det russiske rige.
| Folkeslag | Spire Denne artikel om folkeslag eller etnografi er en spire som bør udbygges. Du er velkommen til at hjælpe Wikipedia ved at udvide den. |